# Ялуторовск
Ялуторовск (на руски: Ялуторовск) е град в Тюменска област, Русия. Населението на града към 1 януари 2018 година е 39 967 души.

## История
Селището е основано през 1659 година, през 1782 година получава статут на град.